# Cardiida
Cardiida là một bộ của các thân mềm hai mảnh vỏ thuộc lớp Bivalvia:
Các họ:
- Cardiidae
- Donacidae
- Ephippiodontidae
- Ferganoconchidae
- Glaucomyidae
- Goniocardiidae
- Icanotiidae
- Lahillidae
- Limnocyrenidae
- Lutetidae
- Psammobiidae
- Pterocardiidae
- Quenstedtiidae
- Semelidae
- Solecurtidae
- Sowerbyidae
- Tancrediidae
- Tellinidae
- Unicardiopsidae